# Liparis liparis
Grande limace de mer
Espèce
Liparis liparis, la Grande limace de mer, est une espèce de poissons de la famille des Liparidae (limaces de mer).

## Description
Liparis liparis est un poisson d'apparence inhabituelle avec une grosse tête et une partie avant du corps et une partie postérieure du corps comprimées latéralement. Les grandes nageoires sont frangées. Sa longueur est généralement comprise entre 8 et 14 cm. Deux paires de narines ornent le museau. Les nageoires pectorales sont très grandes et s'unissent sous le corps. Les nageoires pelviennes prennent la forme d'une ventouse située entre les pectorales. La nageoire dorsale a 27 à 36 rayons mous et elle ainsi que les nageoires anales chevauchent la nageoire caudale. La peau est visqueuse et dépourvue d'écailles.

## Distribution
Il est originaire du nord-est de l'océan Atlantique jusqu'à la mer de Barents, et aussi du sud des îles Britanniques. Il est également présent dans la mer Baltique et la mer du Nord, autour de l'Islande et du Groenland et aussi loin à l'ouest jusqu'au golfe du Maine. Sa plage de profondeur va de 5 m à 300 m. Il vit près du fond marin dans les eaux côtières.

## Biologie
Il se nourrit de petits crustacés, tels que crevettes, crabes et amphipodes, ainsi que de vers polychètes et de poissons. Il se reproduit en hiver dans la partie sud de son aire de répartition et au printemps dans la partie nord. Les œufs sont pondus sur le fond marin au milieu d'algues courtes ou d'hydrozoaires. Les œufs éclosent en 6 à 8 semaines et les larves pélagiques font partie du plancton.

## Taxonomie

### Synonymie
- Cyclopterus lineatus Lepechin, 1774
- Cyclopterus liparis Linnaeus, 1766 - protonyme
- Cyclopterus liparoides Nilsson, 1832
- Liparis lineatus Krøyer, 1847
- Liparis lineatus assimilis Collette, 1879
- Liparis lineatus decorus Collette, 1879
- Liparis lineatus fuscus Collette, 1879
- Liparis lineatus mixus Collette, 1879
- Liparis lineatus multistriata Lütken, 1862
- Liparis lineatus scorpioides Collette, 1879
- Liparis lineatus scriptus Collette, 1879
- Liparis lineatus subfuscus Collette, 1879
- Liparis liparis liparis (Linnaeus, 1766)
- Liparis stellatus Malm, 1865
- Liparis vulgaris Fleming, 1828